# Crotalaria tetragona
Crotalaria tetragona är en ärtväxtart som beskrevs av Henry Charles Andrews. Crotalaria tetragona ingår i släktet sunnhampor, och familjen ärtväxter. Inga underarter finns listade i Catalogue of Life.